# Røykeneset
Røykeneset (en same du Nord : Ruikat ; en kven : Ruikkatanniemi) est une localité du comté de Troms, en Norvège.

## Géographie
Administrativement, Røykeneset fait partie de la kommune de Storfjord.